# Площа Рузвельта (Загреб)

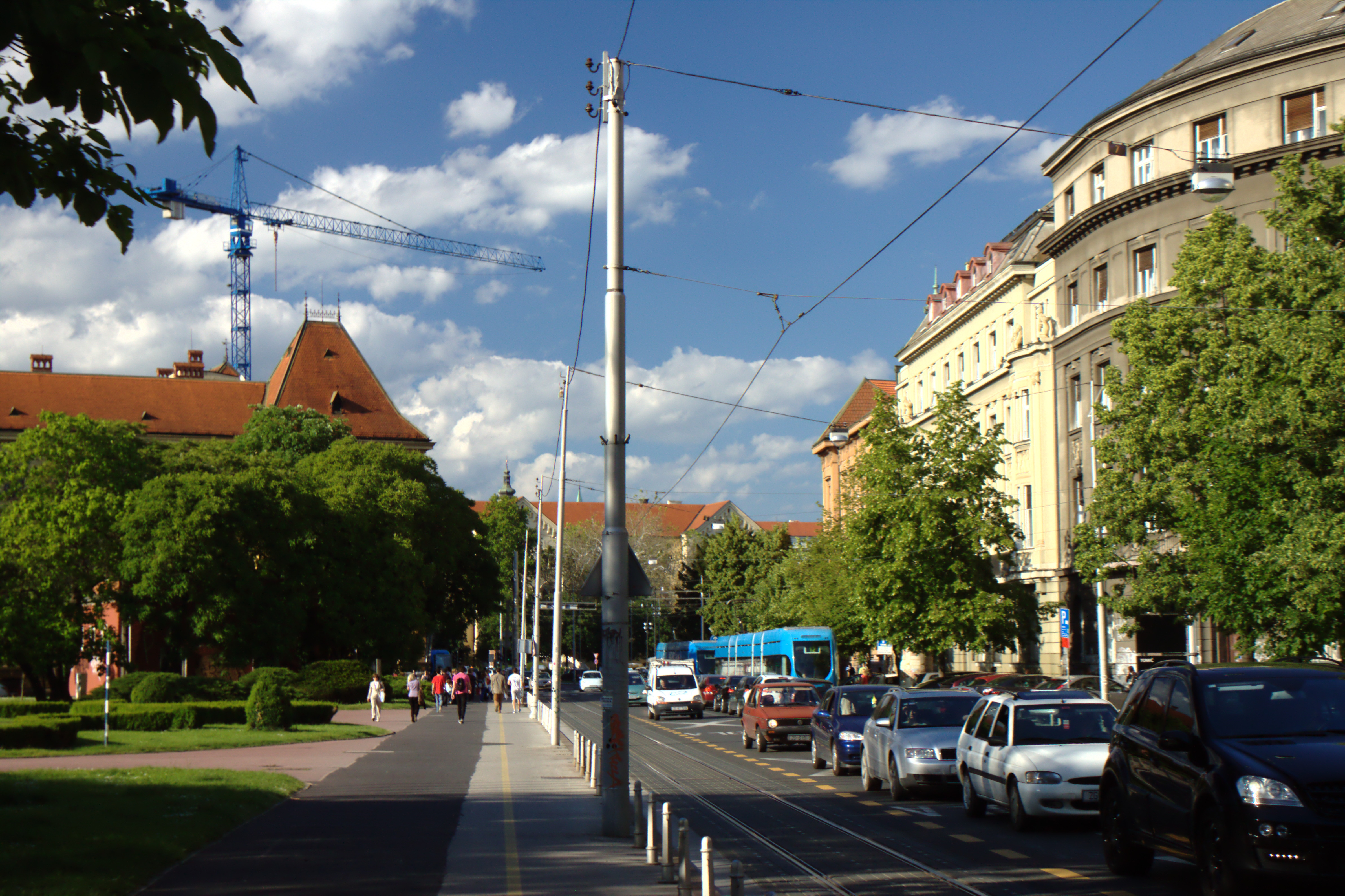
Фрагмент площі

Площа Рузвельта (хорв. Rooseveltov trg), офіційно Площа Франкліна Рузвельта (хорв. Trg Franklina Roosevelta) — міський майдан у столиці Хорватії Загребі. Лежить на південний захід від площі Республіки Хорватія. Від площі починається одна з найдавніших вулиць міста — Савський шлях.
Названа після закінчення Другої світової війни на честь одного з трьох лідерів великої антифашистської коаліції американського президента Франкліна Делано Рузвельта, як і два інші загребські майдани, пойменовані на честь держав-союзників — Британська площа і площа Французької Республіки.
Площу прикрашає чудовий сквер, на ній розташовані одна з найкращих картинних галерей Європи — Музей Мімара і Господарська палата Хорватії. На площі зупиняються міські трамваї.